# In stürmischen Zeiten
In stürmischen Zeiten (The Man Who Cried) ist ein französisch-britisches Filmdrama von Sally Potter aus dem Jahr 2000.

## Handlung
Der Vater von Suzie siedelt aus Russland in die USA um. Das Mädchen folgt ihm, bleibt jedoch unterwegs in London, wo es bei einer Familie aufwächst.
Suzie tritt als erwachsene Frau als Tänzerin und Sängerin einer Pariser Revuetruppe auf, wo sie in der Tänzerin Lola eine echte Freundin findet. Lola sehnt sich nach Liebe und einem Zuhause und glaubt dies beim eitlen und opportunistischen Opernsänger Dante Domino zu finden.
Inzwischen lernt Suzie in Paris den Zigeuner Cesar kennen, mit dem sie eine Beziehung beginnt. Die deutschen Truppen besetzen im Zweiten Weltkrieg im Juni 1940 die Stadt. Ein Sänger droht dem Paar, sie an die Besatzer auszuliefern.
Mit dem Einmarsch der Nazis stehen die Freunde vor den Trümmern ihrer Existenz; jeder muss sich entscheiden auf welcher Seite er steht. Cesar, der schweigsame Zigeuner, will seine Familie gegen die Nazis verteidigen, obwohl ihm der damit verbundene Abschied von Suzie das Herz bricht.
So verlässt Suzie ihren Cesar, um in Amerika ein neues Leben anzufangen. Das Schiff sinkt, aber Suzie kann sich retten. Am Ende trifft sie ihren Vater endlich wieder.

## Kritiken
Das Lexikon des internationalen Films warf dem Drama vor, es verfange sich „in den Klischees der Operettenwelt“. „Statt die Lebendigkeit der verschiedenen Völker und ihrer Kulturen fassbar zu machen, bildet es lediglich Folklore ab.“
Bei Rotten Tomatoes erreichte der Film eine Negativ-Quote von 35 % auf der Grundlage von 69 Kritiken.

## Auszeichnungen
Sally Potter wurde bei den Internationalen Filmfestspielen von Venedig 2000 für den Goldenen Löwen nominiert. Cate Blanchett gewann im Jahr 2001 den National Board of Review Award sowie im Jahr 2002 den Chlotrudis Award und den Florida Film Critics Circle Award. Osvaldo Golijov wurde im Jahr 2001 für den World Soundtrack Award nominiert.
Die Deutsche Film- und Medienbewertung FBW in Wiesbaden verlieh dem Film das Prädikat wertvoll.

## Hintergrund
Der Film wurde in England, in Paris und in Pontoise gedreht. Er spielte in den Kinos der USA ca. 740.000 US-Dollar ein.